# 明石市警察
明石市警察（あかししけいさつ）は、かつて存在した兵庫県明石市の自治体警察。

## 概要
旧警察法の施行で、従来の兵庫県警察部が解体され、1948年（昭和23年）3月7日に明石市警察署が設置された。それから、3年後の1951年（昭和26年）に周辺の町村を合併した。その結果、市域が拡大し複数の警察署を設けることになったので、警察本部として明石市警察本部を設置した。
1954年（昭和29年）に、旧警察法が全面改正する形で新警察法が公布された。これにより国家地方警察と自治体警察が廃止され、新たに都道府県警察として兵庫県警察が発足。明石市警察も兵庫県警察に統合され、姿を消した。

## 組織
1951年（昭和26年）時点
- 総務課
- 警備交通課
- 捜査第一課
- 捜査第二課

## 警察署
1951年（昭和26年）時点
- 明石警察署
- 大久保警察署
- 二見警察署